# Şuayip Şehri
Şuayip Şehri ist ein Ort im Landkreis Harran in der türkischen Provinz Şanlıurfa in Südostanatolien. Şuayıb (auch Şuayb bzw. Şuayipsehri) ist eine der bislang nur wenig bekannten antiken Städte der Türkei, die ein Kandidat für die Liste des Weltkulturerbes sein könnte. Ihre Ruinen liegen in den Tektek Dağları im Dorf Özkent 88 km südöstlich von Şanlıurfa, 37 km östlich von Harran und 11 km von der Karawanserei Han El Ba'rur. Als Ergebnis von Forschungen, die von Wissenschaftlern in dieser Siedlung verschiedentlich durchgeführt wurden, ist die allgemeine Ansicht verbreitet, dass der Name der Stadt Shuayb auf Arabisch „alte Menschen-Stadt“ (Eski İnsan Şehri) bedeutet und die Häuser in dieser Siedlung die Sommerresidenzen der Menschen waren, die in der Harran-Ebene lebten.

## Historische Zuordnung
Man geht davon aus, dass die sich über ein weites Gelände erstreckenden Ruinen von Stadtmauern umgeben waren, deren Spuren man überall erkennt, und dass die in dieser Stadt vorhandenen architektonischen Überreste, deren Geschichte noch nicht durch archäologische Ausgrabungen geklärt wurde, in die Römerzeit gehören. Ernst zu nehmende wissenschaftliche Studien über die antike Stadt Şuayib sind bislang wegen ihrer abgelegenen Position kaum erfolgt. Die antike Stadt Şuayb wird sowohl in Bezug auf ihre Lage als auch auf ihre architektonische Struktur bisweilen als „Ephesus des Südostens“ bezeichnet und ist eine Siedlung aus der spätrömischen Zeit, die auf das 4. bis 5. Jahrhundert n. Chr. zurückgeht.

## Historische Bedeutung und Strukturen

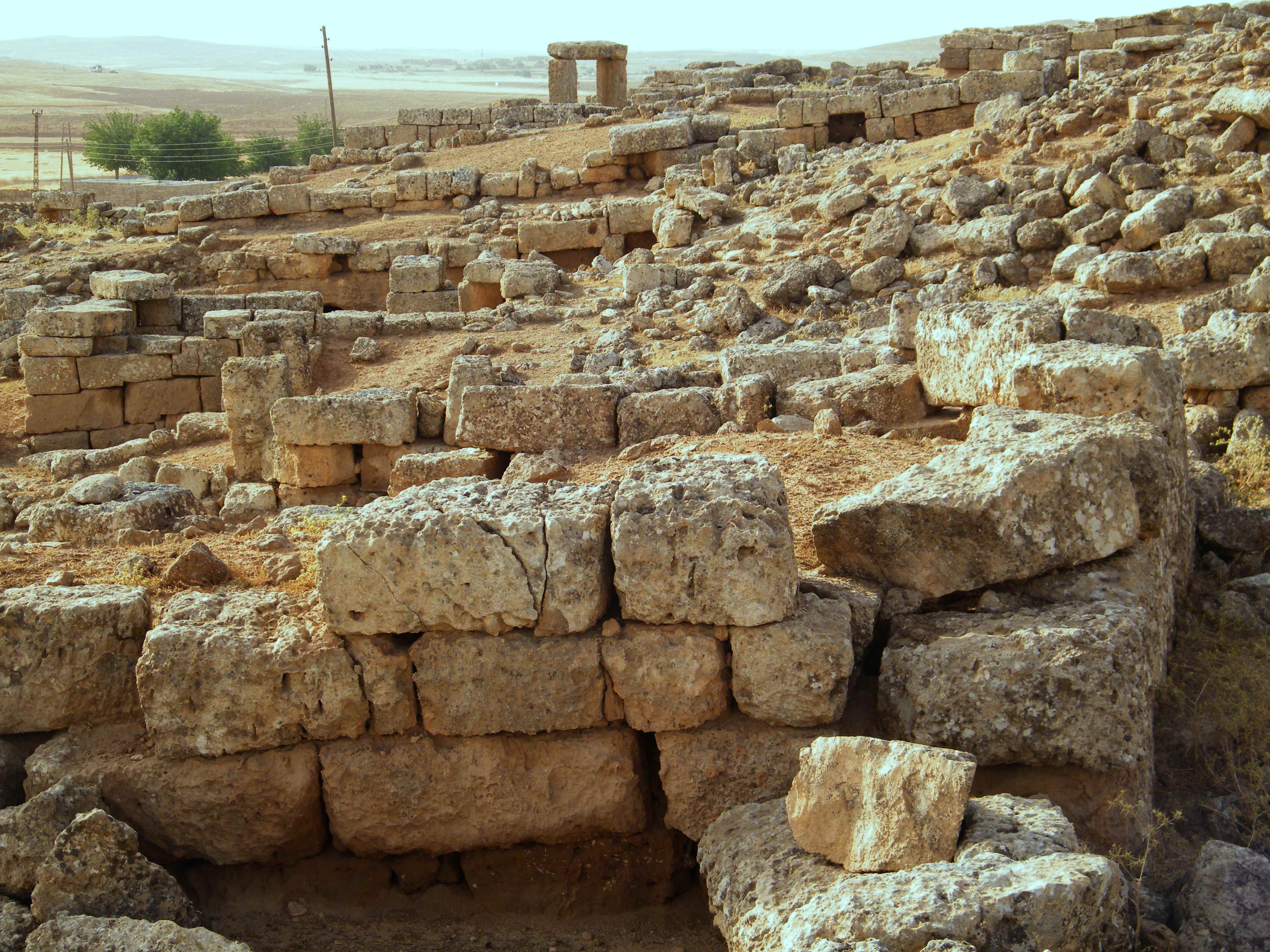
Blick über einen Teil des Ruinengeländes von Şuayipsehri

Territoriales, wirtschaftliches und politisches Wachstum des Römischen Reiches in seinen Randbereichen wurde zumeist durch Kämpfe errungen. Einen Krieg zu gewinnen bedeutete, dass dem Imperium eine Zukunft mit neuen Ressourcen, Reichtum, Ländereien, Sklaven und der Möglichkeit, im Handel zu wachsen, garantiert wurde. Die während der Römerzeit eroberten Ländereien wurden oft an pensionierte Soldaten gegeben. In besetzten Ländern mit bereits existenten Städten organisch gewachsener Struktur erfolgte die Gründung neuer Städte häufig auf zwei Arten:
- Koloniestädte, die auf leeren Flächen errichtet wurden und in denen pensionierte Soldaten angesiedelt wurden, waren Plansiedlungen mit einem Gittermuster.
- Garnisonsstädte, die um die militärischen Außenposten entlang der Grenze zur Sicherung des Imperiums entstanden. Auch sie haben eine Gitterstruktur.

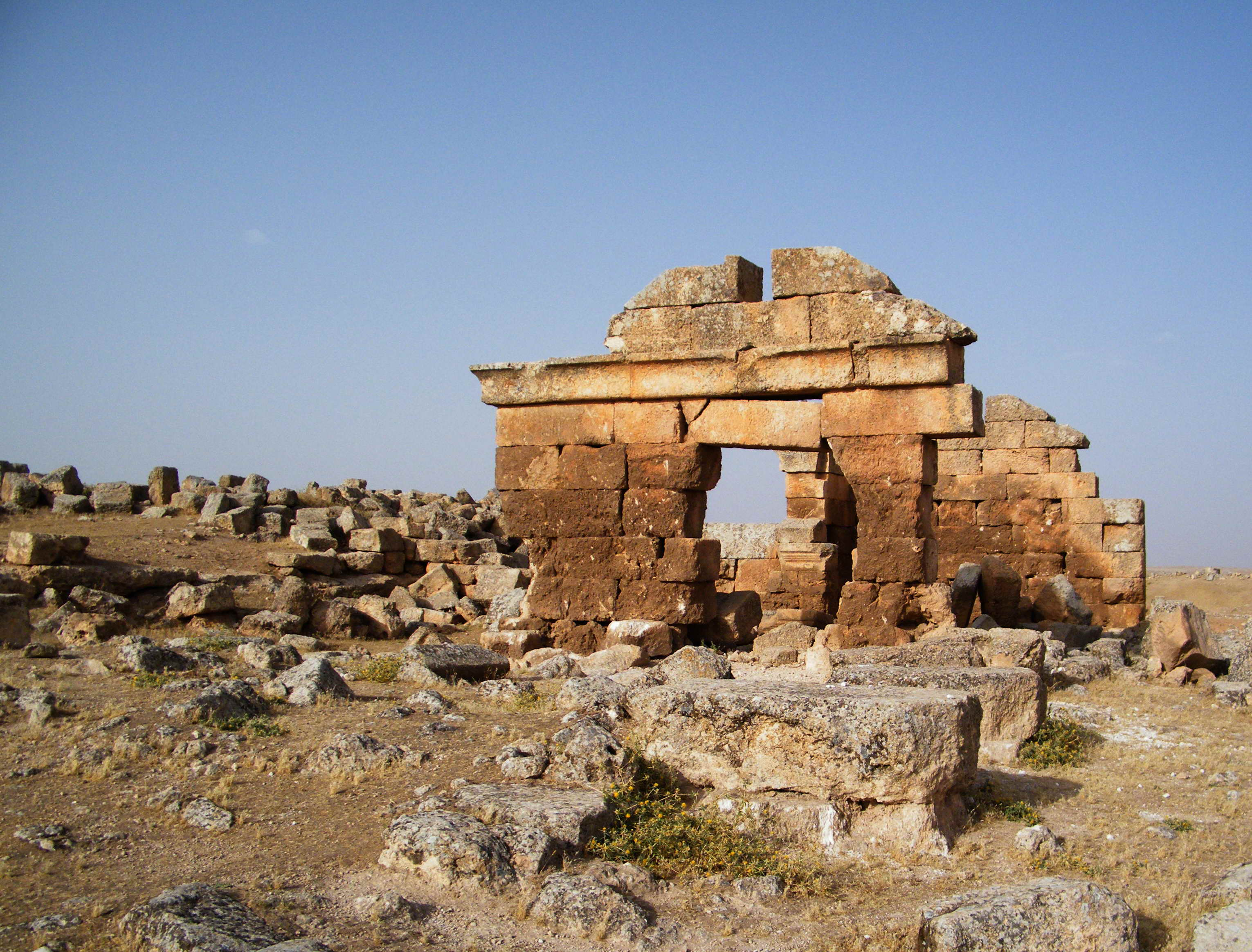
Reste zweier Giebelwände eines Satteldachgebäudes in Şuayipsehri.

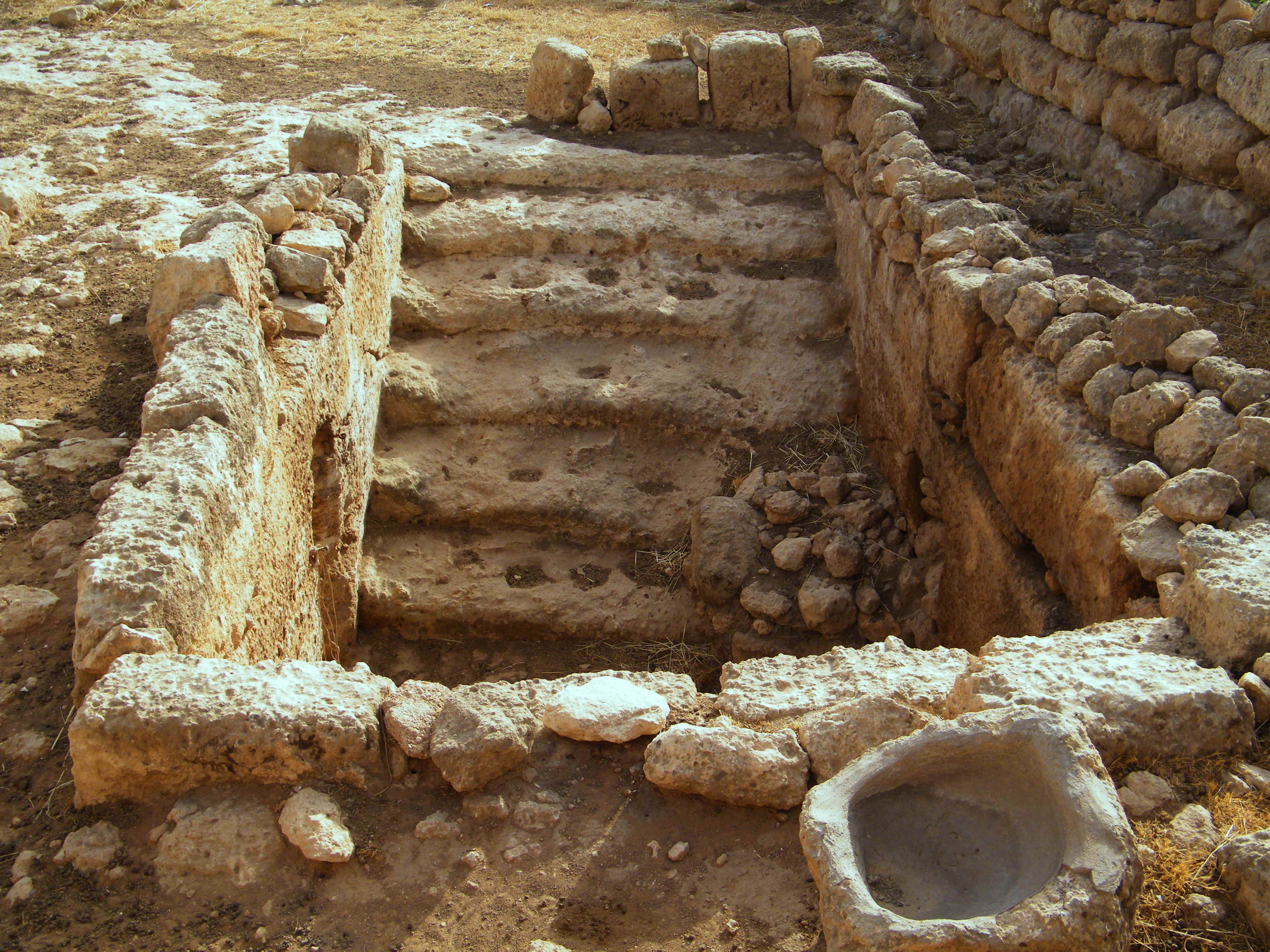
Aufwändiger steinerner Treppenabgang zu einer Wohnhöhle in Şuayipsehri.

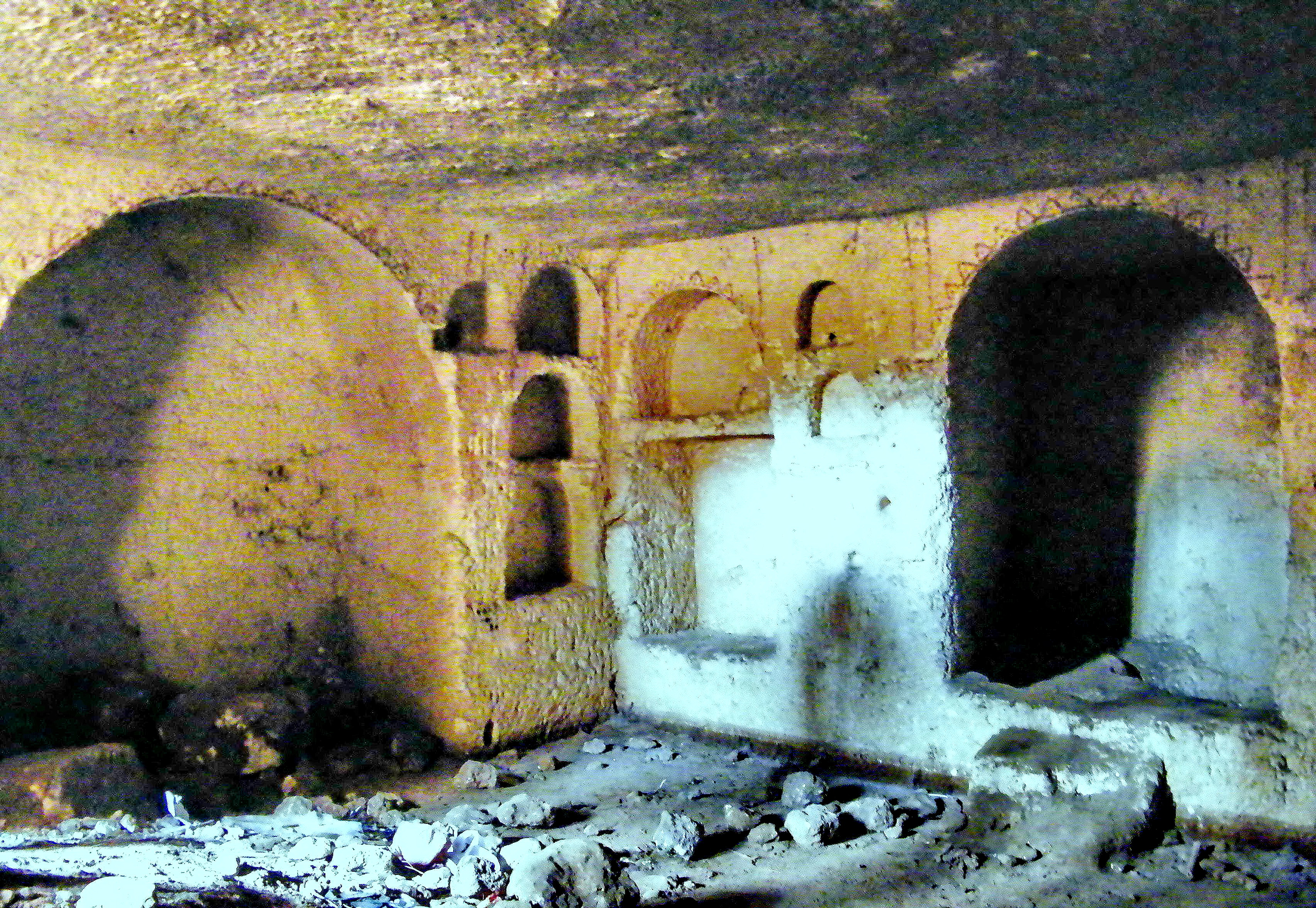
Ein Blick in eine der antiken unterirdischen Wohnhöhlen in Şuayipsehri zeigt eine vergleichsweise „komfortable“ Ausstattung mit schrankartigen Wandnischen.

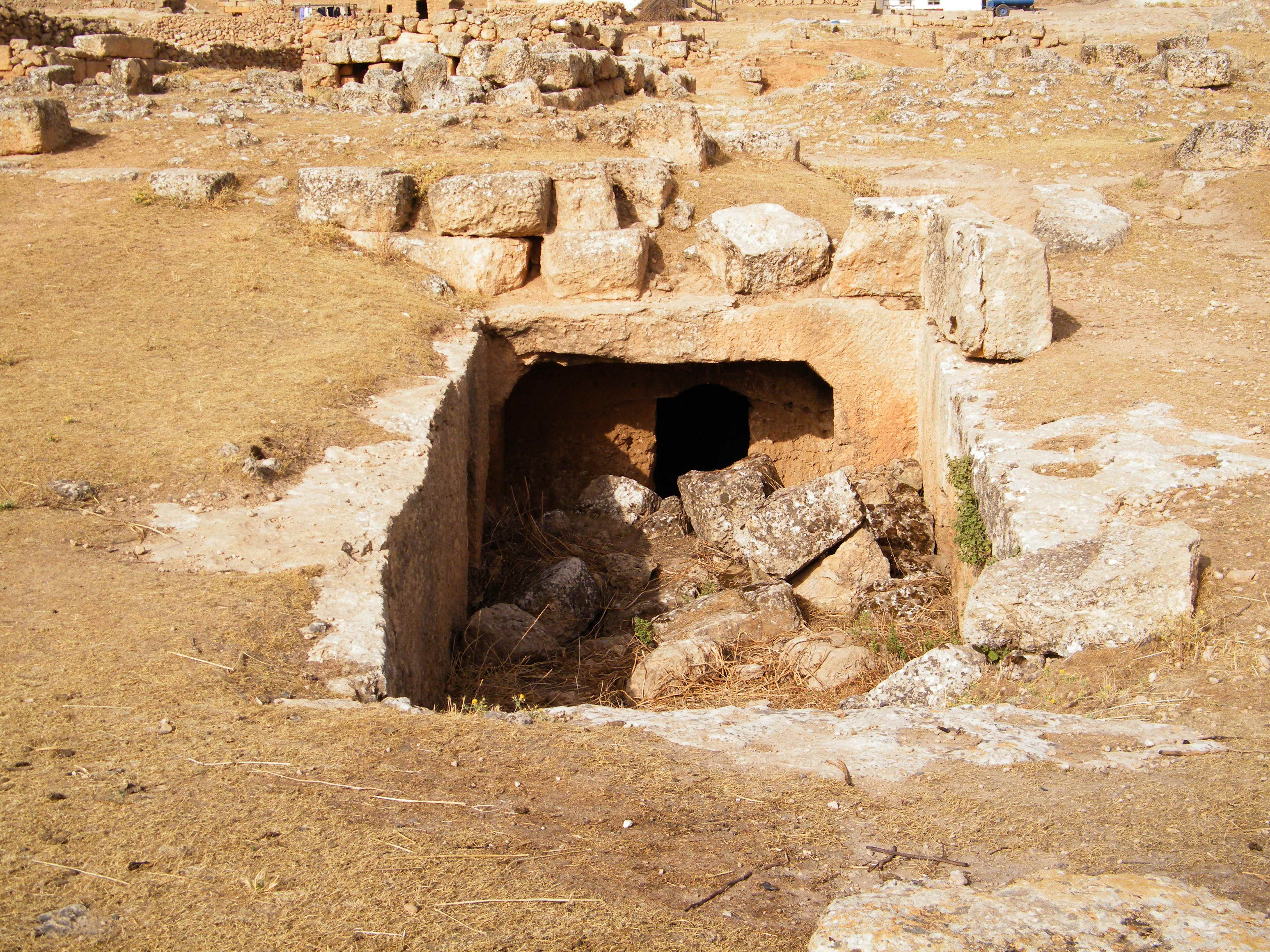
Blocksteinversturz vor einem Zugang zu einer vermutlichen Grabkammer in Şuayipsehri.

Die Stadt Şuayib kann als eine dieser Städte bezeichnet werden. Obwohl sie die Form einer typischen römischen Kolonialstadt hat, ist ihre Funktion als Garnisonsstadt zur Sicherung der Grenze gegen die persischen Nachbarn nicht auszuschließen. Offensichtlich wurde die antike Stadt aus Sicherheitsgründen auf einem hügeligen Gebiet errichtet.
Die Häuser der antiken Stadt hatten häufig dreieckige Giebel. Nach Angaben der lokalen Bevölkerung gibt es im Stadtgelände mehr als 2000 Höhlen, in denen auch die heutigen Dorfbewohner bis in die letzten Jahre in lebten: In diesen Höhlen, die 1,5–2 m unter der Erde liegen und zu denen man über 5–6 Stufen absteigen musste. Vermutlich hatten auch in diesem Ort die Nekropolen (Grabstrukturen), wie oft in römischen Städten üblich, die Form von Höhlen. Obwohl einige der Höhlen in der Stadt Shuayb als Gräber genutzt wurden, wird geschätzt, dass manche von ihnen als Unterschlupf, Aufbewahrung oder vielleicht zur Anbetung angelegt wurden. Das leichte Bearbeiten der Kalksteinfelsen ermöglichte den Bau vieler Höhlen. Anhand der Tatsache, dass es Übergänge zwischen diesen Höhlen gibt, legt bei Einheimischen die Vermutung nahe, dass es eine unterirdische Stadt (Höhlenstadt) geben könnte. Fraglos wurden die aus diesen Höhlen gewonnenen Steine als Baumaterial für die Entstehung der antiken Stadt verwendet. Bauelemente, Tür- und Fensterkanten, Bögen, Mauern und Säulen aus diesen Steinen, die in auffällig großen Formaten verwendet wurden, sind noch erhalten. Auf vielen Felsengräbern im Stadtzentrum wurden Strukturen aus behauenen Steinen errichtet. Einige Mauer- und Fundamentreste dieser vollständig zerstörten Gebäude sind bis heute erhalten.
Was für die Stadt Şuayib darüber hinaus merkwürdig ist: Während in benachbarten Orten, wie Soğmatar und Kasr-ül Benat, in den Tektek Dağları zahlreiche syrische Inschriften entdeckt wurden, fand man bislang nur eine einzige solche Inschrift in den Ruinen der Stadt Şuayib Şehri, obwohl sie viel größer ist als die anderen Siedlungen. Die Inschrift auf diesem syrisch beschrifteten Grabstein in den Ruinen der Stadt Şuayib, die 1967 von Judah Benzion Segal entziffert wurde, lautet: „Bu Mukil'lin mezardir ..... 'in ve ..... 'in elleriyle .....“ „Dies ist Mukils Grabmal ..... und ..... durch die Hände von .....“.
Heute nutzen die Einwohner dieser Gegend sie als Lager, Scheunen und Toiletten, wobei sich die meisten Häuser der rezenten Bewohner direkt über oder neben diesen Höhlen befinden. In einer der Höhlen erkennt man auch eine Wandmalerei mit Abbildungen von Menschen und Tieren, die vermutlich aus der Antike stammt.

## Eine Stadt des Propheten Shuayb?
Einen wichtigen Platz im Zusammenhang mit dem Ort nimmt der Prophet Shuayb ein, dessen Name sowohl im Koran als auch in der Thora erwähnt wird. Unter der regionalen Bevölkerung wird behauptet, dass der Prophet Shuayb in dieser Stadt lebte und starb, und dass der Name der Stadt vom Propheten Shuayb stamme. Die Einheimischen glauben zudem, dass der Prophet Musa (Moses) seinen magischen Stab vom Propheten Shuayb in der Nähe der nördlich gelegenen Stadt Soğmatar erhielt und dort einen Brunnen/Quelle öffnete. Der Prophet Musa soll einen Teil seines Lebens hier verbracht haben. Moses, der angeblich den Tod eines Ägypters verursacht hatte, floh aus Ägypten hierher, um sein Leben zu retten. Er heiratete die Tochter des Propheten Shuayb und wurde somit sein Schwiegersohn. Es wird zudem angenommen, dass Shuayb, der Schwiegervater des Propheten Musa, dieselbe Person war wie „Jethro“ (hebräisch Yitro, auch Jitro oder Jetro), der in der Thora erwähnt wird. Dem Glauben nach wurde er ausgesandt, um die als unmoralisch angesehene Bevölkerung von Madyan (Madyan, Al Bad' in Saudi-Arabien, Provinz Tabuk) auf den rechten Weg zu bringen. In der Ruinenstadt gibt es entsprechend eine Höhle in Form einer Masjid (kleine Moschee), die vermutlich das Haus und der Ort der Anbetung des Propheten Shuayb war, die von den Menschen als die Wirkungsstätte des Propheten Shuayb angesehen und besucht wird und freitags vor allem von Frauen weiter genutzt wird.